# 石川善助
石川 善助（いしかわ ぜんすけ、1901年（明治34年）5月16日 - 1932年（昭和7年）6月27日）は、日本の詩人。

## 生涯
宮城県仙台市国分町芭蕉の辻（現・青葉区内）に生まれる。生家は小間物問屋だった。幼少時に柿の木から落下する事故に遭い、片足が不自由となる。1914年（大正3年）に市立仙台商業学校（現・仙台市立仙台商業高等学校）へ入学。商業学校時代から詩作を始める。一方、入学翌年に生家が破産した。
商業学校卒業後、酒販店の勤務を経て、1920年から藤崎呉服店計算課に勤める。1923年に同人誌『感触』を友人とともに発行する。1924年には『日本詩人』に初めて詩が掲載された。この年、前年廃刊にした『感触』のメンバーも含める形で『北日本詩人』を創刊する。この時期に天江富弥（商業学校の先輩）とスズキヘキの創刊した童謡雑誌『おてんとさん」に自作の詩や童謡を発表した。
石川は1924年（大正13年）に出版された宮沢賢治の詩集『春と修羅』に夢中となる。自身が編集する『北日本詩人』に、賢治と交友のある森佐一（後の森荘已池）が寄稿したことで森との交流が発生し、翌年の1925年（大正14年）末に森の案内により花巻の賢治を訪問した。このとき石川は賢治から「『座敷童子』のお話を聞いた」と、書き残した。初対面であるのにおそろしく話が盛り上がったと後年、森は回想している。石川の賢治への傾倒は、対面によって拍車がかかり、1928年に同人誌に書いた文章では「宮沢さんの行為作品、あの巨いなるものには心から打たれる打たれる」と記した。
1926年3月に藤崎呉服店を退職して上京の機会をうかがったものの実現せず、無職で過ごした。一方詩作は活発化し、『北日本詩人』のほかにも『詩神』『日本詩人』などに作品を発表した。
1927年11月から明治製菓仙台売店に半年間勤務の後、退社して1928年9月に上京した。この時期の作品には吉田一穂の影響が強く見られた。在京中の1931年には河北新報社が創刊35周年記念として歌詞を募集した「仙台市民歌」に「石川左京」のペンネームで応募して第2等となり、獲得賞金100円で東北・北海道旅行をしたという。
石川は、雑誌『児童文学』を主宰、編集した佐藤一英に賢治を勧め、佐藤からの依頼により賢治は『児童文学』に『北守将軍と三人兄弟の医者』と『グスコーブドリの伝記』を寄稿した。賢治には1932年（昭和7年）1月にも自宅を訪問して面会している。同じ月に東京府淀橋町角筈（現・東京都新宿区）の草野心平宅の2階に移る。後述する死去時までそこに仮寓した。
しかし、1932年6月、東京府大森町（現・東京都大田区大森）で31歳の若さで不慮の死を遂げた。死因は、泥酔の末に京浜東北線の線路を歩行中、側溝に転落したことによる溺死だった。遺体は死去から10日後に発見された。

## 没後
草野の記述によると、遺体は草野宅の石川の部屋に運び込まれて通夜が営まれ、参列した逸見猶吉、宍戸儀一、吉田一穂、福士幸次郎らは霊前で詩の談義を交わしていたという。牛込の寺院で葬儀が営まれた後、両親ら遺族によって列車で遺骨は仙台に運ばれた。7月13日に、実家の菩提寺である仙台市荒町の皎林寺に葬られた。
死後、草野心平、逸見猶吉、宍戸儀一らの手により詩集『亜寒帯』が刊行される。また、やはり遺稿として随筆集『鴉射亭随筆』が刊行された。『鴉射亭随筆』の刊行に際し、宮沢賢治は刊行前に購入代金を小為替で関係者に送り、賢治が死去する約2か月前に賢治の手元に届いた。同書には賢治の「石川善助を弔む」が附録として掲載された。このほかに刊行された遺稿集として『石川善助童謡集』がある。
1958年（昭和33年）には、仙台市太白区内の愛宕神社に詩「化石を拾ふ」を刻んだ文学碑が建立された。
2024年（令和6年）には、仙台文学館の開館25周年記念特別展として「詩人・石川善助をたずねて～北方への道のり」が実施された。

## 著書
いずれも没後の刊行
- 『鴉射亭随筆』桜井絵葉書店[注 5]、1933年[注 6]
- 『亜寒帯』 1936年[注 7]
- 『どろぼはったぎ　石川善助童謡集』（おてんとさんの会） 1972年